# 女子ラグビーワールドカップ2025
女子ラグビーワールドカップ2025（2025 Women's Rugby World Cup）は、ワールドラグビー主催によりイングランドで8月22日から9月27日まで開催される第10回女子ラグビーワールドカップ。同国では2010年以来2度目。出場枠がこれまでの12から16に拡大される。

## 変更点

### 大会名・ロゴ
前回2021年大会（2022年開催）では、ワールドラグビーは性平等を理由に、大会名から「Women's（女子）」の単語を外した。しかし今大会では復活し、2017年大会と同様に正式名称が「女子ラグビーワールドカップ（Women's Rugby World Cup）」に戻った。
ロゴが一新され、それまでの「U」をデザイン化したものから、ラグビーボール型の楕円内に「RWC」の文字を入れたものになった。「WOMEN'S ENG25」の文字が付記されている。

### トロフィー
初めて6地域すべてに出場権を与えたこと（「予選」を参照）を機に、トロフィーも新しくなった。

### 20分レッドカードを適用
2025年8月1日から、世界中すべてのトップレベル大会および試合で「20分レッドカード」ルールを適用することが、ワールドラグビー理事会で決まった。これにより、8月22日開幕の女子ラグビーワールドカップ2025でも正式に採用することになった。

## 予選
出典
開催国イングランドおよび前回4強入賞チームが自動出場。2024年6月までに、地区予選で6チームが決定した。
さらに、WXV 2024（2024年9月27日-10月13日開催）の上位6チームが加わる。すでに出場が決まっている国を除いた、スコットランド、イタリア、オーストラリア、ウェールズ、スペイン、サモア、オランダ、香港、マダガスカルの9チームから選ばれた。
| 地域         | 開催国・自動出場枠 4チーム                               | 地区予選枠 6チーム                                            | WXV2024上位枠 6チーム                                                                                         |
| ------------ | -------------------------------------------------------- | ------------------------------------------------------------- | --- |
| ヨーロッパ   | イングランド (開催国枠・前回準優勝) · フランス (前回4強) | アイルランド · 女子シックス・ネイションズ2024 3位             | スコットランド · 2024WXV2 2位 · イタリア · 2024WXV2 3位 · ウェールズ · 2024WXV2 5位 · スペイン · 2024WXV3 1位 |
| パシフィック | カナダ (前回4強)                                         | アメリカ合衆国 · パシフィック・フォー・シリーズ2024 3位       | |
| アフリカ     |                                                          | 南アフリカ共和国 · ラグビーアフリカ・ウィメンズカップ2024 1位 | |
| アジア       |                                                          | 日本 · 女子アジアラグビーチャンピオンシップ2024 1位           | |
| オセアニア   | ニュージーランド (前回優勝)                              | フィジー · オセアニア・ウィメンズチャンピオンシップ2024 1位   | オーストラリア · 2024WXV2 1位 · サモア · 2024WXV3 2位 ·                                                       |
| 南アメリカ   |                                                          | ブラジル · 南米プレーオフ「ブラジル対コロンビア」勝者         | |

## バンド分け
出場16か国を、2024年10月14日時点の世界ランキングにより、以下のように4つのバンド（強さごとのグループ）に分けられた。
| バンド1          | バンド1         | バンド2        | バンド2         | バンド3          | バンド3         | バンド4  | バンド4         |
| チーム           | 世界 ランキング | チーム         | 世界 ランキング | チーム           | 世界 ランキング | チーム   | 世界 ランキング |
| イングランド     | 1位             | オーストラリア | 5位             | アメリカ合衆国   | 9位             | スペイン | 13位            |
| カナダ           | 2位             | アイルランド   | 6位             | ウェールズ       | 10位            | サモア   | 15位            |
| ニュージーランド | 3位             | スコットランド | 7位             | 日本             | 11位            | フィジー | 17位            |
| フランス         | 4位             | イタリア       | 8位             | 南アフリカ共和国 | 12位            | ブラジル | 42位            |

## プール分け
2024年10月17日、プール分けの抽選が行われ、以下のように決まった。
| プールA        | プールA         | プールB        | プールB         | プールC          | プールC         | プールD          | プールD         |
| チーム         | 世界 ランキング | チーム         | 世界 ランキング | チーム           | 世界 ランキング | チーム           | 世界 ランキング |
| -------------- | --------------- | -------------- | --------------- | ---------------- | --------------- | ---------------- | --------------- |
| イングランド   | 1位             | カナダ         | 2位             | ニュージーランド | 3位             | フランス         | 4位             |
| オーストラリア | 5位             | スコットランド | 7位             | アイルランド     | 6位             | イタリア         | 8位             |
| アメリカ合衆国 | 9位             | ウェールズ     | 10位            | 日本             | 11位            | 南アフリカ共和国 | 12位            |
| サモア         | 15位            | フィジー       | 17位            | スペイン         | 13位            | ブラジル         | 42位            |

## プール戦
各プール内で総当たり戦を行う。各プールの上位2チームがノックアウトステージへ進出となる。

### プールA
| 順位 | チーム                | 試合   | 試合 | 試合 | 試合 | 点   | 点   | 点       | トライ数 | トライ数 | ボーナスポイント(BP) | ボーナスポイント(BP) | 勝ち点 (BPを含む) |
| 順位 | チーム                | 試合数 | 勝   | 分   | 負   | 得点 | 失点 | 得失点差 | 獲得     | 被       | 4トライ獲得          | 7点差以内負け        | 勝ち点 (BPを含む) |
| ---- | --------------------- | ------ | ---- | ---- | ---- | ---- | ---- | -------- | -------- | -------- | -------------------- | -------------------- | ----------------- |
| 1    | イングランド (ホスト) | 0      | 0    | 0    | 0    | 0    | 0    | 0        | 0        | 0        | 0                    | 0                    | 0                 |
| 1    | オーストラリア        | 0      | 0    | 0    | 0    | 0    | 0    | 0        | 0        | 0        | 0                    | 0                    | 0                 |
| 1    | アメリカ合衆国        | 0      | 0    | 0    | 0    | 0    | 0    | 0        | 0        | 0        | 0                    | 0                    | 0                 |
| 1    | サモア                | 0      | 0    | 0    | 0    | 0    | 0    | 0        | 0        | 0        | 0                    | 0                    | 0                 |

勝ち点が同じ場合は、(1)直接対決の勝者、(2)得失点差、(3)トライ数の差（獲得トライ数から被トライ数を引いたもの）、(4)得点の合計、(5)トライの合計 の優先順位で決まる。
| 2025年8月22日 19:30 BST (UTC+1) | イングランド | v | アメリカ合衆国 | スタジアム・オブ・ライト, サンダーランド, イングランド |
| 2025年8月22日 19:30 BST (UTC+1) |              |   |                | スタジアム・オブ・ライト, サンダーランド, イングランド |

| 2025年8月23日 12:00 BST (UTC+1) | オーストラリア | v | サモア | サルフォード・コミュニティ・スタジアム, サルフォード, イングランド |
| 2025年8月23日 12:00 BST (UTC+1) |                |   |        | サルフォード・コミュニティ・スタジアム, サルフォード, イングランド |

| 2025年8月30日 17:00 BST (UTC+1) | イングランド | v | サモア | フランクリンズ・ガーデンズ, ノーサンプトン, イングランド |
| 2025年8月30日 17:00 BST (UTC+1) |              |   |        | フランクリンズ・ガーデンズ, ノーサンプトン, イングランド |

| 2025年8月30日 19:30 BST (UTC+1) | アメリカ合衆国 | v | オーストラリア | ヨーク・コミュニティ・スタジアム, ヨーク, イングランド |
| 2025年8月30日 19:30 BST (UTC+1) |                |   |                | ヨーク・コミュニティ・スタジアム, ヨーク, イングランド |

| 2025年9月6日 13:30 BST (UTC+1) | アメリカ合衆国 | v | サモア | ヨーク・コミュニティ・スタジアム, ヨーク, イングランド |
| 2025年9月6日 13:30 BST (UTC+1) |                |   |        | ヨーク・コミュニティ・スタジアム, ヨーク, イングランド |

| 2025年9月6日 17:00 BST (UTC+1) | イングランド | v | オーストラリア | ブライトン・アンド・ホヴ・アルビオン・スタジアム, ブライトン・アンド・ホヴ, イングランド |
| 2025年9月6日 17:00 BST (UTC+1) |              |   |                | ブライトン・アンド・ホヴ・アルビオン・スタジアム, ブライトン・アンド・ホヴ, イングランド |

### プールB
| 順位 | チーム         | 試合   | 試合 | 試合 | 試合 | 点   | 点   | 点       | トライ数 | トライ数 | ボーナスポイント(BP) | ボーナスポイント(BP) | 勝ち点 (BPを含む) |
| 順位 | チーム         | 試合数 | 勝   | 分   | 負   | 得点 | 失点 | 得失点差 | 獲得     | 被       | 4トライ獲得          | 7点差以内負け        | 勝ち点 (BPを含む) |
| ---- | -------------- | ------ | ---- | ---- | ---- | ---- | ---- | -------- | -------- | -------- | -------------------- | -------------------- | ----------------- |
| 1    | カナダ         | 0      | 0    | 0    | 0    | 0    | 0    | 0        | 0        | 0        | 0                    | 0                    | 0                 |
| 1    | フィジー       | 0      | 0    | 0    | 0    | 0    | 0    | 0        | 0        | 0        | 0                    | 0                    | 0                 |
| 1    | スコットランド | 0      | 0    | 0    | 0    | 0    | 0    | 0        | 0        | 0        | 0                    | 0                    | 0                 |
| 1    | ウェールズ     | 0      | 0    | 0    | 0    | 0    | 0    | 0        | 0        | 0        | 0                    | 0                    | 0                 |

勝ち点が同じ場合は、(1)直接対決の勝者、(2)得失点差、(3)トライ数の差（獲得トライ数から被トライ数を引いたもの）、(4)得点の合計、(5)トライの合計 の優先順位で決まる。
| 2025年8月23日 14:45 BST (UTC+1) | スコットランド | v | ウェールズ | サルフォード・コミュニティ・スタジアム, サルフォード, イングランド |
| 2025年8月23日 14:45 BST (UTC+1) |                |   |            | サルフォード・コミュニティ・スタジアム, サルフォード, イングランド |

| 2025年8月23日 17:30 BST (UTC+1) | カナダ | v | フィジー | ヨーク・コミュニティ・スタジアム, ヨーク, イングランド |
| 2025年8月23日 17:30 BST (UTC+1) |        |   |          | ヨーク・コミュニティ・スタジアム, ヨーク, イングランド |

| 2025年8月30日 12:00 BST (UTC+1) | カナダ | v | ウェールズ | サルフォード・コミュニティ・スタジアム, サルフォード, イングランド |
| 2025年8月30日 12:00 BST (UTC+1) |        |   |            | サルフォード・コミュニティ・スタジアム, サルフォード, イングランド |

| 2025年8月30日 14:45 BST (UTC+1) | スコットランド | v | フィジー | サルフォード・コミュニティ・スタジアム, サルフォード, イングランド |
| 2025年8月30日 14:45 BST (UTC+1) |                |   |          | サルフォード・コミュニティ・スタジアム, サルフォード, イングランド |

| 2025年9月6日 12:00 BST (UTC+1) | カナダ | v | スコットランド | サンディ・パーク, エクセター, イングランド |
| 2025年9月6日 12:00 BST (UTC+1) |        |   |                | サンディ・パーク, エクセター, イングランド |

| 2025年9月6日 14:45 BST (UTC+1) | ウェールズ | v | フィジー | サンディ・パーク, エクセター, イングランド |
| 2025年9月6日 14:45 BST (UTC+1) |            |   |          | サンディ・パーク, エクセター, イングランド |

### プールC
| 順位 | チーム           | 試合   | 試合 | 試合 | 試合 | 点   | 点   | 点       | トライ数 | トライ数 | ボーナスポイント(BP) | ボーナスポイント(BP) | 勝ち点 (BPを含む) |
| 順位 | チーム           | 試合数 | 勝   | 分   | 負   | 得点 | 失点 | 得失点差 | 獲得     | 被       | 4トライ獲得          | 7点差以内負け        | 勝ち点 (BPを含む) |
| ---- | ---------------- | ------ | ---- | ---- | ---- | ---- | ---- | -------- | -------- | -------- | -------------------- | -------------------- | ----------------- |
| 1    | ニュージーランド | 0      | 0    | 0    | 0    | 0    | 0    | 0        | 0        | 0        | 0                    | 0                    | 0                 |
| 1    | アイルランド     | 0      | 0    | 0    | 0    | 0    | 0    | 0        | 0        | 0        | 0                    | 0                    | 0                 |
| 1    | 日本             | 0      | 0    | 0    | 0    | 0    | 0    | 0        | 0        | 0        | 0                    | 0                    | 0                 |
| 1    | スペイン         | 0      | 0    | 0    | 0    | 0    | 0    | 0        | 0        | 0        | 0                    | 0                    | 0                 |

勝ち点が同じ場合は、(1)直接対決の勝者、(2)得失点差、(3)トライ数の差（獲得トライ数から被トライ数を引いたもの）、(4)得点の合計、(5)トライの合計 の優先順位で決まる。
| 2025年8月24日 12:00 BST (UTC+1) | アイルランド | v | 日本 | フランクリンズ・ガーデンズ, ノーサンプトン, イングランド |
| 2025年8月24日 12:00 BST (UTC+1) |              |   |      | フランクリンズ・ガーデンズ, ノーサンプトン, イングランド |

| 2025年8月24日 17:30 BST (UTC+1) | ニュージーランド | v | スペイン | ヨーク・コミュニティ・スタジアム, ヨーク, イングランド |
| 2025年8月24日 17:30 BST (UTC+1) |                  |   |          | ヨーク・コミュニティ・スタジアム, ヨーク, イングランド |

| 2025年8月31日 12:00 BST (UTC+1) | アイルランド | v | スペイン | フランクリンズ・ガーデンズ, ノーサンプトン, イングランド |
| 2025年8月31日 12:00 BST (UTC+1) |              |   |          | フランクリンズ・ガーデンズ, ノーサンプトン, イングランド |

| 2025年8月31日 14:00 BST (UTC+1) | ニュージーランド | v | 日本 | サンディ・パーク, エクセター, イングランド |
| 2025年8月31日 14:00 BST (UTC+1) |                  |   |      | サンディ・パーク, エクセター, イングランド |

| 2025年9月7日 12:00 BST (UTC+1) | 日本 | v | スペイン | ヨーク・コミュニティ・スタジアム, ヨーク, イングランド |
| 2025年9月7日 12:00 BST (UTC+1) |      |   |          | ヨーク・コミュニティ・スタジアム, ヨーク, イングランド |

| 2025年9月7日 14:45 BST (UTC+1) | ニュージーランド | v | アイルランド | ブライトン・アンド・ホヴ・アルビオン・スタジアム, ブライトン・アンド・ホヴ, イングランド |
| 2025年9月7日 14:45 BST (UTC+1) |                  |   |              | ブライトン・アンド・ホヴ・アルビオン・スタジアム, ブライトン・アンド・ホヴ, イングランド |

### プールD
| 順位 | チーム           | 試合   | 試合 | 試合 | 試合 | 点   | 点   | 点       | トライ数 | トライ数 | ボーナスポイント(BP) | ボーナスポイント(BP) | 勝ち点 (BPを含む) |
| 順位 | チーム           | 試合数 | 勝   | 分   | 負   | 得点 | 失点 | 得失点差 | 獲得     | 被       | 4トライ獲得          | 7点差以内負け        | 勝ち点 (BPを含む) |
| ---- | ---------------- | ------ | ---- | ---- | ---- | ---- | ---- | -------- | -------- | -------- | -------------------- | -------------------- | ----------------- |
| 1    | フランス         | 0      | 0    | 0    | 0    | 0    | 0    | 0        | 0        | 0        | 0                    | 0                    | 0                 |
| 1    | イタリア         | 0      | 0    | 0    | 0    | 0    | 0    | 0        | 0        | 0        | 0                    | 0                    | 0                 |
| 1    | 南アフリカ共和国 | 0      | 0    | 0    | 0    | 0    | 0    | 0        | 0        | 0        | 0                    | 0                    | 0                 |
| 1    | ブラジル         | 0      | 0    | 0    | 0    | 0    | 0    | 0        | 0        | 0        | 0                    | 0                    | 0                 |

勝ち点が同じ場合は、(1)直接対決の勝者、(2)得失点差、(3)トライ数の差（獲得トライ数から被トライ数を引いたもの）、(4)得点の合計、(5)トライの合計 の優先順位で決まる。
| 2025年8月23日 20:15 BST (UTC+1) | フランス | v | イタリア | サンディ・パーク, エクセター, イングランド |
| 2025年8月23日 20:15 BST (UTC+1) |          |   |          | サンディ・パーク, エクセター, イングランド |

| 2025年8月24日 14:45 BST (UTC+1) | 南アフリカ共和国 | v | ブラジル | フランクリンズ・ガーデンズ, ノーサンプトン, イングランド |
| 2025年8月24日 14:45 BST (UTC+1) |                  |   |          | フランクリンズ・ガーデンズ, ノーサンプトン, イングランド |

| 2025年8月31日 15:30 BST (UTC+1) | イタリア | v | 南アフリカ共和国 | ヨーク・コミュニティ・スタジアム, ヨーク, イングランド |
| 2025年8月31日 15:30 BST (UTC+1) |          |   |                  | ヨーク・コミュニティ・スタジアム, ヨーク, イングランド |

| 2025年8月31日 16:30 BST (UTC+1) | フランス | v | ブラジル | サンディ・パーク, エクセター, イングランド |
| 2025年8月31日 16:30 BST (UTC+1) |          |   |          | サンディ・パーク, エクセター, イングランド |

| 2025年9月7日 14:00 BST (UTC+1) | イタリア | v | ブラジル | フランクリンズ・ガーデンズ, ノーサンプトン, イングランド |
| 2025年9月7日 14:00 BST (UTC+1) |          |   |          | フランクリンズ・ガーデンズ, ノーサンプトン, イングランド |

| 2025年9月7日 16:45 BST (UTC+1) | フランス | v | 南アフリカ共和国 | フランクリンズ・ガーデンズ, ノーサンプトン, イングランド |
| 2025年9月7日 16:45 BST (UTC+1) |          |   |                  | フランクリンズ・ガーデンズ, ノーサンプトン, イングランド |

## ノックアウトステージ
プール戦上位2チームずつ、計8チームによるノックアウトステージは、トーナメント方式で行われる。3位決定戦も行うため、上位4チームは順位が決まる。トーナメント1回戦（準々決勝）で敗れたチームについては、順位決定戦を行わない。
規定時間内に同点の場合は、10分間の延長戦を2回行い、勝者を決定する。延長戦終了時に同点の場合は、さらに10分間の「サドンデス」戦が行われ、先にポイントを獲得したチームが勝者となる。それでも同点の場合は、キックコンテストが行われる。
最終日には、トゥイッケナム・スタジアムで3位決定戦と決勝戦をダブルヘッダーで行う。
|  | 準々決勝    | 準々決勝 | 準々決勝 |  |  | 準決勝 | 準決勝    | 準決勝 |  |  | 決勝 | 決勝 | 決勝 |
|  |             |          |          |  |  |        |           |        |  |  |      |      |      |
|  | プールC 1位 |          |          |  |  |        |           |        |  |  |      |      |      |
|  | プールD 2位 |          |          |  |  |        |           |        |  |  |      |      |      |
|  |             |          |          |  |  |        |           |        |  |  |      |      |      |
|  |             |          |          |  |  |        |           |        |  |  |      |      |      |
|  |             |          |          |  |  |        |           |        |  |  |      |      |      |
|  | プールB 1位 |          |          |  |  |        |           |        |  |  |      |      |      |
|  |             |          |          |  |  |        |           |        |  |  |      |      |      |
|  | プールA 2位 |          |          |  |  |        |           |        |  |  |      |      |      |
|  |             |          |          |  |  |        |           |        |  |  |      |      |      |
|  |             |          |          |  |  |        |           |        |  |  |      |      |      |
|  | プールD 1位 |          |          |  |  |        |           |        |  |  |      |      |      |
|  | プールC 2位 |          |          |  |  |        |           |        |  |  |      |      |      |
|  |             |          |          |  |  |        |           |        |  |  |      |      |      |
|  |             |          |          |  |  |        |           |        |  |  |      |      |      |
|  |             |          |          |  |  |        | 3位決定戦 |        |  |  |      |      |      |
|  | プールA 1位 |          |          |  |  |        |           |        |  |  |      |      |      |
|  |             |          |          |  |  |        |           |        |  |  |      |      |      |
|  | プールB 2位 |          |          |  |  |        |           |        |  |  |      |      |      |
|  |             |          |          |  |  |        |           |        |  |  |      |      |      |

### 準々決勝
| 2025年9月13日 12:30 BST (UTC+1) | プールC 1位 | v | プールD 2位 | サンディ・パーク, エクセター, イングランド |
| 2025年9月13日 12:30 BST (UTC+1) |             |   |             | サンディ・パーク, エクセター, イングランド |

| 2025年9月13日 16:00 BST (UTC+1) | プールB 1位 | v | プールA 2位 | アシュトン・ゲート・スタジアム, ブリストル, イングランド |
| 2025年9月13日 16:00 BST (UTC+1) |             |   |             | アシュトン・ゲート・スタジアム, ブリストル, イングランド |

| 2025年9月14日 12:30 BST (UTC+1) | プールD 1位 | v | プールC 2位 | アシュトン・ゲート・スタジアム, ブリストル, イングランド |
| 2025年9月14日 12:30 BST (UTC+1) |             |   |             | アシュトン・ゲート・スタジアム, ブリストル, イングランド |

| 2025年9月14日 16:00 BST (UTC+1) | プールA 1位 | v | プールB 2位 | アシュトン・ゲート・スタジアム, ブリストル, イングランド |
| 2025年9月14日 16:00 BST (UTC+1) |             |   |             | アシュトン・ゲート・スタジアム, ブリストル, イングランド |

### 準決勝
| 2025年9月19日 19:00 BST (UTC+1) | ベスト4、1 | v | ベスト4、2 | アシュトン・ゲート・スタジアム, ブリストル, イングランド |
| 2025年9月19日 19:00 BST (UTC+1) |            |   |            | アシュトン・ゲート・スタジアム, ブリストル, イングランド |

| 2025年9月20日 15:30 BST (UTC+1) | ベスト4、3 | v | ベスト4、4 | アシュトン・ゲート・スタジアム, ブリストル, イングランド |
| 2025年9月20日 15:30 BST (UTC+1) |            |   |            | アシュトン・ゲート・スタジアム, ブリストル, イングランド |

### 3位決定戦
| 2025年9月27日 12:30 BST (UTC+1) | 準決勝 敗者1 | v | 準決勝 敗者2 | トゥイッケナム・スタジアム, トゥイッケナム, イングランド |
| 2025年9月27日 12:30 BST (UTC+1) |              |   |              | トゥイッケナム・スタジアム, トゥイッケナム, イングランド |

### 決勝戦
| 2025年9月27日 16:00 BST (UTC+1) | 準決勝 勝者1 | v | 準決勝 勝者2 | トゥイッケナム・スタジアム, トゥイッケナム, イングランド |
| 2025年9月27日 16:00 BST (UTC+1) |              |   |              | トゥイッケナム・スタジアム, トゥイッケナム, イングランド |

## マッチオフィシャル
2025年5月25日にマッチオフィシャル（審判団）22名が発表された。

### レフリー
エイミー・バレット・セロン (南アフリカ共和国)、マギー・コッガー・オール (ニュージーランド)、サラ・コックス (イングランド)、ホリー・デビッドソン (スコットランド)、エラ・ゴールドスミス (オーストラリア)、ナターシャ・ガンリー (ニュージーランド)、オーレリー・グロワズロー (フランス)、ローレン・ジェンナー (イタリア)、クララ・ムナリーニ (イタリア)、キャット・ロッシュ (アメリカ)

### アシスタントレフリー
マリア・ヘイトール（ポルトガル）、ジェス・リング（オーストラリア）、アメリア・ルチアーノ（アメリカ）、アンバー・スタンプ＝ダンスタン（ウェールズ）、ハリウッド・ウッド（イングランド）、プレシャス・パザニ（ジンバブエ、予備審判）

### TMO（テレビジョン・マッチオフィシャル）
レオ・コルガン（アイルランド）、レイチェル・ホートン（オーストラリア）、クイントン・イメルマン（南アフリカ共和国）、マッテオ・リペリーニ（イタリア）、アンドリュー・マクメネミー（スコットランド）、イアン・テンペスト（イングランド）

## スポンサー

### プリンシパルパートナー
- マスターカード[24]
- キャップジェミニ[25]
- Gallagher[26]
- アサヒスーパードライ[27] - 2024年10月9日にアサヒグループホールディングス傘下の欧州地域統括会社Asahi Europe ＆ International（本社：チェコ・プラハ）がワールドラグビーと契約を締結し、ラグビーワールドカップのグローバルパートナーシップを2023年大会に続き2029年大会まで延長した[28]。
- Defender[29]

### オフィシャルパートナー
- 三菱電機[30]
- HSBCホールディングス[31]
- エミレーツ航空[32]
- ChildFund Rugby[33]
- O2[34]

### オフィシャルサプライヤー
- Allwyn Entertainment[35]
- GILBERT[36]
- Ocean Outdoor[37]
- Kettle Foods[38]
- チケットマスター[39]
- アグレコ[40]
- Perform Better[41]
- マクロン
- One Stop[42]
- ユニリーバ[43]
- ボルヴィック[44]
- Intuition[45]
- Wilkinson Sword Intuition[46]